# Lijst van beschermd erfgoed in Estaimpuis
Onderstaande tabel geeft een overzicht van de beschermde erfgoederen in de gemeente Estaimpuis in België. Het beschermd erfgoed maakt onderdeel uit van het cultureel erfgoed in België.
| Object | Bouwjaar/architect | Deelgemeente | Adres       | Coördinaten                   | Nummer?                | Afbeelding |
| --- | ------------------ | ------------ | ----------- | ----------------------------- | ---------------------- | --- |
| Église Saint-Amand |                    | Bailleul     | Bailleul    | 50° 40' 8" NB, 3° 19' 3" OL   | 57027-CLT-0001-01 Info | Église Saint-Amand |
| Église Saint-Vaast |                    | Évregnies    | Évregnies   | 50° 42' 48" NB, 3° 17' 13" OL | 57027-CLT-0002-01 Info | Église Saint-Vaast |
| Ruïnes van het oude Kasteel van la Royère en omgeving |                    | Néchin       | Néchin      | 50° 40' 32" NB, 3° 16' 33" OL | 57027-CLT-0003-01 Info | Ruïnes van het oude Kasteel van la Royère en omgeving |
| Église Saint-Léger |                    | Saint-Léger  | Saint-Léger | 50° 42' 21" NB, 3° 18' 51" OL | 57027-CLT-0004-01 Info | Église Saint-Léger |
| Het Waals gedeelte van het Spierekanaal door de gemeenten Estaimpuis en Pecq, inclusief de infrastructuur van het kanaal, namelijk de sluiswachterswerken, drie metalen ophaalbruggen en de jaagpaden met de populierenrijen daarlangs ; en een beschermingszone langs het kanaal |                    |              |             | 50° 41' 28" NB, 3° 15' 23" OL | 57027-CLT-0005-01 Info | Het Waals gedeelte van het Spierekanaal door de gemeenten Estaimpuis en Pecq, inclusief de infrastructuur van het kanaal, namelijk de sluiswachterswerken, drie metalen ophaalbruggen en de jaagpaden met de populierenrijen daarlangs ; en een beschermingszone langs het kanaal |